# プライムポリマー
株式会社プライムポリマー（英文名称:Prime Polymer Co., Ltd.）は、ポリプロピレン樹脂・ポリエチレン樹脂の製造・加工・販売を行う化学メーカー。
三井化学（出資比率：65%）、出光興産（同：35%）の合弁会社。

## 主な製品
「プライムポリプロ」、「ポリファイン」、「プライムTPO」の各種ポリプロピレン樹脂製品や、「ハイゼックス」、「ネオゼックス」、「ウルトゼックス」、「モアテック」、「エボリュー」の各種ポリエチレン樹脂製品。

## 事業所
- 本社・支店 − 本社、大阪オフィス、名古屋オフィス、福岡オフィス
- 工場・研究所 - 市原工場、姉崎工場、大阪工場、自動車材研究所、産包材研究所、
- 関係会社 - 徳山ポリプロ、日本エボリュー
- 海外拠点 - Mitsui Prime Advanced Composites Europe B.V.（三井物産との合弁によるPPコンパウンド製造拠点）